# فاليري هندرسون
فاليري هندرسون (بالإنجليزية: Valerie Henderson)‏ (19 أبريل 1986 بكونكورد في الولايات المتحدة - ) هي لاعبة كرة قدم أمريكية في مركز حراسة المرمى. شاركت مع منتخب الولايات المتحدة تحت 17 سنة للسيدات لكرة القدم ‏ ومنتخب الولايات المتحدة تحت 20 سنة للسيدات لكرة القدم ومنتخب الولايات المتحدة تحت 23 سنة للسيدات لكرة القدم ‏. أما مع النوادي، فقد لعبت مع وسترن نيويورك فلاش وKIF Örebro DFF ‏ وPhiladelphia Independence ‏ وPali Blues ‏ وAtlanta Beat (WPS) ‏ وLos Angeles Sol ‏.

## وصلات خارجية
- فاليري هندرسون على موقع الاتحاد الدولي (مؤرشف)  (الإنجليزية)
- فاليري هندرسون على موقع قاعدة بيانات كرة القدم.إي يو (الإنجليزية)
- فاليري هندرسون على موقع Soccerway.com (الإنجليزية)
- فاليري هندرسون على موقع عالم كرة القدم.نت (الإنجليزية)